# Вилијам Вајлер
Вилијам (рођен као Вилхелм) Вајлер (енгл. William Wyler; Милуз, Алзас, 1. јул 1902 — Лос Анђелес, Калифорнија, 27. јул 1981) је био амерички филмски редитељ, продуцент и сценариста, немачког порекла. Међу значајним делима су Госпођа Минивер (1942), Најбоље године наших живота (1946) и Бен-Хур (1959), који су му сви донели награду Оскар за најбољу режију (истовремено освојивши и награду за најбољи филм). Вајлер је добио прву номинацију за Оскара за режију Dodsworth 1936. године, где су у главним улогама били Волтер Хјустон, Рут Чатертон и Мари Астор, „што је иницирало двадесетогодишњу серију готово једнаке величине.“‍:24
Историчар филма Ијан Фрир назива Вајлера „бона фиде перфекционистом“, чија је склоност поновљеним снимцима и покушају да се избруси свака последња нијанса „постала ствар легенде“.‍:57 Његова способност да режира низ класичних књижевних адаптација у огромни комерцијалне и критичке успехе учинили су га једним од „холивудских најисплативијих филмских стваралаца“ током 1930-их и 1940-их и током 60-их. Својим талентом за инсценацију, монтажу и кретање камером, он је претворио динамичне позоришне просторе у филмске.

## Младост
Вајлер је рођен у јеврејској породици‍:1220 у Милузу у Алзасу (тада делу Немачког царства).‍:3 Његов отац Леополд, рођен у Швајцарској, почео је као путујући продавац, али је касније постао успешан галантериста у Милузу.‍:37 Његова мајка Мелани (рођена Ауербах; умрла је 13. фебруара 1955. у Лос Ангелесу у својој 77. години), била је немачке националности, и рођак Карла Лемлија, оснивача компаније Universal Pictures. Током Вајлеровог детињства, он је похађао бројне школе и стекао репутацију „дизача пакла“, те је избациван из школа више пута због лошег понашања.‍:1222 Његова мајка је често водила њега и његовог старијег брата Роберта на концерте, опере, и у позориште, као и рани биоскоп. Понекад су код куће његова породица и њихови пријатељи постављали аматерска позоришта за лични ужитак.‍:1223
Вајлер је требало да преузме породични галантеријски посао у Милузу у Француској. После Првог светског рата провео је суморну годину радећи у Паризу у 100.000 кошуља продајући кошуље и кравате. Он је био толико сиромашан да је често време проводио лутајући по округу Пигал. Након што је схватила да Вајлера не занима галантерија, његова мајка Мелани је контактирала свог далеког рођака Карла Лемлија који је поседовао Universal Studios, ради могућег запошљења за њега.
Лемли је имао обичај да сваке године долази у Европу, тражећи перспективне младиће за рад у Америци. Године 1921, Вајлер, док је путовао као швајцарски држављанин (статус његовог оца аутоматски је додељивао швајцарско држављанство његовим синовима), упознао је Лемлија који га је унајмио да ради у Universal Studios у Њујорку. Као што је Вајлер изјавио: „Америка се чинила далеко попут месеца“. Смештен на броду за Њујорк са Лемлијем на његовом повратку, срео је младог Чеха, Пола Кохнера (касније познатог независног агента), на истом броду. Њихово пријатно путовање у првој класи било је краткотрајно, јер су накнадно открили да морају да надокнаде путне трошкове од својих 25 долара недељног прихода као курири Universal Pictures. Након што је неколико година радио у Њујорку, па чак годину дана служио у Националној гарди Њујоршке војске, Вајлер се преселио у Холивуд где је постао режисер.‍:37

## Каријера

### 1920-те
Око 1923. године, Вајлер је стигао у Лос Ангелес и започео рад на локацији Универзал студиа као помоћни радник, чистећи бине и премештајући сетове. Његово унапређење је уследило када је ангажован као други помоћник уредника. Међутим његова радна етика је била неуједначена, и често би се искрадао и играо билијар у базенској сали преко пута студија, или организовао карташке игре током радног времена. Након неких успона и падова (укључујући отказ), Вајлер се усредсредио на то да постане режисер и уложио сав свој труд у то. Он је почео као трећи помоћник режисера, а до 1925. године постао је најмлађи редитељ на Универзалу режирајући вестерене по којима је Универзал био познат. Вајлер је био толико усредсређен на свој рад да би сањао о „различитим начинима (за глумца) да се попне на коња“. У неколико једнотрачних филмова, он се придружио потери у неизбежној јурњави за 'лошим човеком'.
Он је режирао свој први незападњак, изгубљено дело Anybody Here Seen Kelly? 1928. Након тога уследили су његови први делим-говорни филмови, The Shakedown и The Love Trap. Он се показао као способан стваралац. Године 1928, он је постао натурализовани грађанин Сједињених Држава.‍:73 Његов први потпуно-говорни филм, и прва звучна продукција Универзала која је у потпуности снимљена на лицу места био је Hell's Heroes, снимљен у пустињи Мохаве 1929. године.

### 1930-те
Раних 1930-их Вајлер је режирао широку палету филмова у Универзалу, од драма високог профила попут The Storm, A House Divided, и Counsellor at Law, до комедија попут Her First Mate и The Good Fairy. Он је постао је познат по инсистирању на више понављања, што је резултирало често награђиваним и критички хваљеним представама његових глумаца. Након одласка из Универзала започео је дугу сарадњу са Самјуелом Голдвином за којег је режирао класике као што су Dodsworth (1936),  (1936), Dead End (1937), Wuthering Heights (1939), The Westerner (1940), The Little Foxes (1941) и The Best Years of Our Lives (1946). У то време је Вајлер започео своју познату сарадњу са сниматељем Грегом Толандом. Толанд и Вајлер су виртуелно створили стил „дубоког фокуса” у филмском стваралаштву у којем се у једној сцени могло видети више слојева радње или ликова, а најпознатија је кафанска сцена у The Best Years of Our Lives. Толанд је наставио да користи дубоки фокус који је савладао са Вајлером када је снимао у Орсон Велсов филм Citizen Kane.

## Филмографија

### Изабрана филмографија
- Улица без излаза (1937)
- Џезебел (1938)
- Оркански висови (1939)
- Писмо (1940)
- Мале лисице (1941)
- Најбоље године нашег живота (1946)
- Наследница (1949)
- Кери (1952)
- Празник у Риму (1953)
- Часови очаја (1955)
- Бен Хур (1959)

### Неми филмови
| Година | Наслов                   | Студо     | Жанр    | Напомене           |
| ------ | ------------------------ | --------- | ------- | ------------------ |
| 1925   | The Crook Buster         | Universal | Western | UMS*               |
| 1926   | The Gunless Bad Man      | Universal | Western | UMS                |
| 1926   | Ridin' for Love          | Universal | Western | UMS                |
| 1926   | The Fire Barrier         | Universal | Western | UMS                |
| 1926   | Don't Shoot              | Universal | Western | UMS                |
| 1926   | The Pinnacle Rider       | Universal | Western | UMS                |
| 1926   | Martin of the Mounted    | Universal | Western | UMS                |
| 1926   | Lazy Lightning           | Universal | Western | UBSS**             |
| 1926   | The Stolen Ranch         | Universal | Western | UBSS               |
| 1927   | The Two Fister           | Universal | Western | UMS                |
| 1927   | Kelcy Gets His Man       | Universal | Western | UMS                |
| 1927   | Tenderfoot Courage       | Universal | Western | UMS                |
| 1927   | The Silent Partner       | Universal | Western | UMS                |
| 1927   | Blazing Days             | Universal | Western | UBSS               |
| 1927   | Straight Shootin'        | Universal | Western | UBSS               |
| 1927   | Galloping Justice        | Universal | Western | UMS                |
| 1927   | The Haunted Homestead    | Universal | Western | UMS                |
| 1927   | Hard Fists               | Universal | Western | UBSS               |
| 1927   | The Lone Star            | Universal | Western | UMS                |
| 1927   | The Ore Raiders          | Universal | Western | UMS                |
| 1927   | The Home Trail           | Universal | Western | UMS                |
| 1927   | Gun Justice              | Universal | Western | UMS                |
| 1927   | The Phantom Outlaw       | Universal | Western | UMS                |
| 1927   | The Square Shooter       | Universal | Western | UMS                |
| 1927   | The Horse Trader         | Universal | Western | UMS                |
| 1927   | Daze of the West         | Universal | Western | UMS                |
| 1927   | The Border Cavalier      | Universal | Western | UBSS               |
| 1927   | Desert Dust              | Universal | Western |                    |
| 1928   | Thunder Riders           | Universal | Western |                    |
| 1928   | Anybody Here Seen Kelly? | Universal | Comedy  |                    |
| 1929   | The Shakedown            | Universal | Drama   | Делом-говорни филм |
| 1929   | The Love Trap            | Universal | Comedy  | Делом-говорни филм |

* Universal's Mustang Series.
** Universal's Blue Streak Series.

### Звучни филмови
| Година | Наслов                       | Студио                               | Напомене                            |
| ------ | ---------------------------- | ------------------------------------ | ----------------------------------- |
| 1929   | Hell's Heroes                | Universal                            |                                     |
| 1930   | The Storm                    | Universal                            |                                     |
| 1931   | A House Divided              | Universal                            |                                     |
| 1932   | Tom Brown of Culver          | Universal                            |                                     |
| 1933   | Her First Mate               | Universal                            |                                     |
| 1933   | Counsellor at Law            | Universal                            |                                     |
| 1934   | Glamour                      | Universal                            |                                     |
| 1935   | The Good Fairy               | Universal                            |                                     |
| 1935   | The Gay Deception            | Fox                                  |                                     |
| 1936   | These Three                  | Samuel Goldwyn / United Artists      |                                     |
| 1936   | Dodsworth                    | Samuel Goldwyn / United Artists      |                                     |
| 1936   | Come and Get It              | Samuel Goldwyn / United Artists      | Replaced Howard Hawks after 42 days |
| 1937   | Dead End                     | Samuel Goldwyn / United Artists      |                                     |
| 1938   | Jezebel                      | Warner Bros.                         |                                     |
| 1939   | Wuthering Heights            | Samuel Goldwyn / United Artists      |                                     |
| 1940   | The Westerner                | Samuel Goldwyn / United Artists      |                                     |
| 1940   | The Letter                   | Warner Bros. First National          |                                     |
| 1941   | The Little Foxes             | Samuel Goldwyn / RKO                 |                                     |
| 1942   | Mrs. Miniver                 | MGM                                  |                                     |
| 1946   | The Best Years of Our Lives  | Samuel Goldwyn Co. / RKO             |                                     |
| 1949   | The Heiress                  | Paramount                            |                                     |
| 1951   | Detective Story              | Paramount                            |                                     |
| 1952   | Carrie                       | Paramount                            |                                     |
| 1953   | Roman Holiday                | Paramount                            |                                     |
| 1955   | The Desperate Hours          | Paramount                            |                                     |
| 1956   | Friendly Persuasion          | Allied Artists                       | DeLuxe Color film                   |
| 1958   | The Big Country              | Anthony Productions / United Artists | Техниколор филм                     |
| 1959   | Ben-Hur                      | MGM                                  | Техниколор филм                     |
| 1961   | The Children's Hour          | Mirisch / United Artists             |                                     |
| 1965   | The Collector                | Columbia                             | Техниколор филм                     |
| 1966   | How to Steal a Million       | Fox                                  | Техниколор филм                     |
| 1968   | Funny Girl                   | Columbia / Rastar                    | Техниколор филм                     |
| 1970   | The Liberation of L.B. Jones | Columbia                             | Техниколор филм                     |

Референце: Turner Classic Movies и Internet Movie Database

### Документарни филмови
| Година | Наслов            | Студио                    | Напомене                                                     |
| ------ | ----------------- | ------------------------- | ------------------------------------------------------------ |
| 1944   | The Memphis Belle | First Motion Picture Unit | Документарни филм Први филм Техниколора                      |
| 1947   | Thunderbolt!      | United States Air Force   | Ко-режирано да Џоном Стерџес Документарни филм / кратки филм |